# 思想與表達二分法
思想與表達二分法是著作權法中一項重要原則。該原則將作品分為思想與表達兩方面，著作權法只保護對於思想觀念的獨創性表達，而不保護思想觀念本身。根據思想與表達二分法，在涉及著作權的侵權案件中，需要判斷的是被告未經許可使用的究竟是原告作品中的思想觀念，還是思想觀念的表達。

## 合并原则
一个更广泛但相关的概念是合并理论。有些观点只能用一种或有限的几种方式来表达，比如说游戏规则。在这种情况下，表达与思想合并，因此不受保护。
在有些情况下，对如何表达某些事实或思想几乎没有选择余地，因此复制或近似转述可能是不可避免的。在这种情况下，合并原则就会发挥作用。事实或观点与其表达合二为一，因此表达不能受到保护。合并原则通常只适用于事实信息或科学理论，而不适用于戏剧或小说等想象性作品，因为在戏剧或小说等想象性作品中，作者有更广泛的表达选择。合并原则曾被应用于计算机软件的用户界面设计：如果只有非常有限数量的图标能被用户识别，那么两个不同的软件使用相似的图标是可以接受的，比如用一个看起来像一页纸的图像来代表一个文档。然而，1994 年，在Ibcos Computers诉Barclays Mercantile Finance一案中，一名英国法官对合并原则提出了质疑，称他对“如果只有一种表达想法的方式，这种方式就不属于版权范畴”这一观点感到不舒服。
至于思想与表达之合并是否直接消除了版权，还是只应该在被告复制受版权保护的表达时考虑，美国法院存在分歧。只有一个联邦巡回法院，即第九巡回法院，明确认为合并应被视为版权侵权的一种 “抗辩”，但截至2019年，这并不被视为一种肯定性抗辩，因为原告仍负有举证责任，证明发生了侵权行为。